# نجاة عطية
نجاة عطية (من مواليد 1968 بفرنسا)، هي مغنية تونسية. تم اكتشافها سنة 1980 لما غنت بساحة المختار عطية بحومة السوق في برنامج مباشر للاذاعة والتلفزة التونسية هو «مع الناس» لرشاد بلغيث.
من جيل استثنائي نجد فيه الفنانات لطيفة وصوفية صادق ونوال غشام وعلياء بلعيد. وبرزت نجاة خاصة في عقد الثمانينات وبداية التسعينات متربعة على عرش الغناء آنذاك وتعاملت مع أكفأ الملحنين التونسيين وهو الأستاذ عبد الكريم صحابو إلا أنها ابتعدت عن الساحة الفنية منذ آواخر التسعينات لأسباب خاصة ثم عادت إلى الفن منذ حوالي ثلاث سنوات بخطى بطيئة نسبيا لا تعكس إمكانياتها الفنية الحقيقية التي عهدت فيها ويبدو أنها عادت إلى سباتها.
لها مكانة خاصة عند نجيب الخطاب، الذي كان يحرص سنويا على تخصيص سهرة كاملة تتمحور حول فنها.
تعتبر من رموز الصحوة الفنية التونسية في بداية التسعينات، شأنها شأن سنية مبارك، نبيهة كراولي، نوال غشام.
أحيت حفلة فنية مع جورج وسوف سنة 2005 على ركح قرطاج.